# Concórdia
Concórdia là một đô thị thuộc bang Santa Catarina, Brasil. Đô thị này có diện tích 797,26 km², dân số năm 2007 là 67249 người, mật độ 84,3 người/km².